# Arthur's Theme (Best That You Can Do)
"Arthur's Theme (Best That You Can Do)" é uma canção tema do filme Arthur (br: Arthur, O Milionário Sedutor - pt: Arthur, o alegre conquistador), de 1981 composta por Christopher Cross, Burt Bacharach, Carole Bayer Sager e Peter Allen. Foi gravado por Christopher Cross tendo estreado em 1º lugar nas paradas da Billboard Hot 100 e na Noruega. A canção foi responsável pela indicação e premiação deste filme no Globo de Ouro na categoria de melhor canção original, foi indicada e premiada no Óscar.

## Paradas de sucesso
| Paradas (1981-82)                 | Posições nas paradas |
| --------------------------------- | -------------------- |
| Australian Kent Music Report      | 13                   |
| Canadian RPM Adult Contemporary   | 1                    |
| Canadian RPM Top Singles          | 2                    |
| French Singles Chart              | 3                    |
| Irish Singles Chart               | 7                    |
| Italian Singles Chart             | 5                    |
| Japan Oricon Singles Chart        | 17                   |
| New Zealand Singles Chart         | 10                   |
| Norwegian VG-Lista Singles Chart  | 1                    |
| South African Singles Chart       | 7                    |
| Spanish Singles Chart             | 14                   |
| Swiss Music Charts                | 6                    |
| U.K. Singles Chart                | 7                    |
| U.S. Billboard Hot 100            | 1                    |
| U.S. Billboard Adult Contemporary | 1                    |

## Na cultura popular
Em um episódio de Will & Grace, Rosario Salazar, uma empregada doméstica, foi paga para parar de cantar depois que tocou uma gaita e cantou o refrão de "Arthur's Theme". Também nesse seriado, Jack McFarland cantou "Arthur's Theme" em seu show, Just Jack, usando propriedade teatral de recortes de Nova York e da Lua que ser colocado em ambos os lados do rosto enquanto cantava no refrão da letra.
No episódio "Peggy Hill: The Decline and Fall" de King of the Hill, o pré-adolescente Bobby Hill canta a música como uma de ninar para pacificar seu tio recém-nascido, quando todo mundo desistiu de tentar acalmar o bebê.
Tom Servo de Mystery Science Theater 3000 canta um verso dessa canção durante uma cena do filme Time Chasers.
Em um episódio de 3rd Rock from the Sun chamado "Mary Loves Scoochie", é usado temporariamente para convencer Liam Neesam a desistir de seu plano maligno.
No episódio "The One With Ross's New Girlfriend," de Friends, Phoebe dá a Monica um corte de cabelo de Dudley Moore, em vez de Demi Moore como ela pediu. Chandler zomba dela, dizendo: "... As coisas poderiam ser pior e você pode ficar presa entre a Lua e Nova York Sei que é loucura, mas é verdade".
No episódio "The Millennium," de Seinfeld, Newman contrata Christopher Cross para a festa de Ano Novo. Quando ele descobre que Elaine não vai estar presente, Kramer diz que ele será apanhado entre a Lua e Nova York, enquanto ela está à procura de alguém para beijar.

## Outras versões
- Alvin and the Chipmunks - The Chipmunks Go Hollywood (1982)
- Peter Allen - Live at Carnegie Hall (1985)
- Alan Silvestri - American Anthem (1986)
- Roger Williams - Ivory Impact (1987)
- Cincinnati Pops Orchestra -  Movie Love Themes (1991)
- Fausto Papetti - Ecos de Hollywood (1991)
- London Symphony Orchestra - Screen Classics, Vol.7 (1994)
- Shirley Bassey - Sings the Movies (1995)
- Ornella Vanoni - Sogni Proibiti (2002)
- Paris Match - Quattro (2003)
- Anita Dobson - Magic of Burt Bacharach (2003)
- Royal Philharmonic Orchestra - Plays the Movies (2003)
- Hugh Jackman e Stephanie J. Block - The Boy from Oz, the Original Broadway Cast Recording (2003)
- Bradley Joseph - For the Love of It (2005)
- Thomas Anders - Songs Forever (2006)
- Dionne Warwick - Live (2007)
- Barry Manilow - Greatest Songs of The Eighties (2008)
- Romina Arena - Arthur's Theme the single (2011)
- Mel Tormé
- Ute Lemper
- Michael Ball
- Ronan Keating - When Ronan Met Burt (2011)
- Ryuichi Kawamura
- Fitz & the Tantrums - Regravado em 2011 no remake Arthur estrelado por Russell Brand e Helen Mirren.
- Jukebox The Ghost
- Ryuichi Kawamura - The Voice (2011, versão japonesa)
- Darren Criss, Kevin McHale, Noah Guthrie, Marshall Williams e Billy Lewis Jr. - Glee (2015, episódio "What The World Needs Now")